# Mayu Ishikawa
Mayu Ishikawa (japanska: 石川 真佑), född 14 maj 2000 i Okazaki,  Japan, är en volleybollspelare (vänsterspiker). Hon spelar för Japans damlandslag i volleyboll och för klubblaget Toray Arrows.
Hon har varit kapten för de ungdomslandslag hon spelat med, som har vunnit guld vid asiatiska U18-mästerskapet 2017 och U20-VM 2019. Vid den senare tävlingen utsågs hon till mest värdefulla spelare. Med seniorlandslaget vann hon guld vid asiatiska mästerskapen 2019 (där hon åter utsågs till mest värdefulla spelare) och har deltagit med dem vid OS 2020 (spelat 2021) och VM 2022.